# Challenge de France féminin 2007/08
Der Wettbewerb um den Challenge de France féminin in der Saison 2007/08 war die siebte Ausspielung des französischen Fußballpokals für Frauenmannschaften. Die Teilnahme war nur für die Frauschaften der ersten und zweiten Liga verpflichtend.
Titelverteidiger war der HSC Montpellier, der in diesem Jahr aber schon vorzeitig ausschied. Den Pokal gewann Olympique Lyon, der sich bei seiner bereits vierten Endspielteilnahme zum ersten Mal durchsetzte. Für die unterlegenen Finalistinnen des Paris Saint-Germain FC handelte es sich um ihr Debüt in einem Endspiel des französischen Pokalwettbewerbs für Frauenteams.
Der Wettbewerb wurde nach dem klassischen Pokalmodus ausgetragen; das heißt insbesondere, dass die jeweiligen Spielpaarungen ohne Setzlisten oder eine leistungsmäßige beziehungsweise – ab dem Achtelfinale – regionale Vorsortierung der Vereine aus sämtlichen noch im Wettbewerb befindlichen Klubs ausgelost wurden und lediglich ein Spiel ausgetragen wurde, an dessen Ende ein Sieger feststehen musste (und sei es durch ein Elfmeterschießen – eine Verlängerung bei unentschiedenem Stand nach 90 Minuten war nicht vorgesehen), der sich dann für die nächste Runde qualifizierte, während der Verlierer ausschied. Auch das Heimrecht wurde für jede Begegnung durch das Los ermittelt – mit Ausnahme des Finales, das auf neutralem Platz an jährlich wechselnden Orten stattfand –, jedoch mit der Einschränkung, dass Klubs, die gegen eine mindestens zwei Ligastufen höher spielende Elf anzutreten haben, automatisch Heimrecht bekamen.
Nach Abschluss der von den regionalen Untergliederungen des Landesverbands FFF organisierten Qualifikationsrunden griffen im Sechzehntelfinale auch die zwölf Erstligisten in den Wettbewerb ein.

## Sechzehntelfinale
Spiele am 9./10. Februar 2008. Die Vereine der beiden höchsten Ligen sind mit D1 bzw. D2 gekennzeichnet.
| - COM Bagneux (D2) – Juvisy FCF (D1) 0:2 - VGA Saint-Maur (D2) – AC Évreux (D1) 2:1 - Arras FCF – Paris Saint-Germain FC (D1) 0:3 - UC Le Mans (D2) – ASJ Soyaux (D1) 1:1 (7:8 i. E.) - SAS Épinal – FC Vendenheim (D1) 0:1 - CPBB Rennes (D2) – ASF Les Verchers (D2) 2:0 - AF Rodez – ASPTT Albi (D2) 5:0 - AS Muret – ES Arpajon 10:0 | - Stade Saint-Brieuc (D1) – ESOF La Roche (D1) 1:6 - HSC Montpellier (D1) – Racing Saint-Étienne (D1) 3:0 - FC Toulouse (D1) – FCF Nord-Allier Yzeure (D2) 1:2 - ASC Saint-Apollinaire (D2) – Olympique Lyon (D1) 0:4 - USCCO Compiègne (D2) – FCF Hénin-Beaumont (D1) 1:1 (5:4 i. E.) - US Gravelines (D2) – FCF Condé-sur-Noireau (D2) 6:1 - Olympique Saint-Memmie (D2) – CS Mars Bischheim (D2) 0:2 - FC Tours (D2) – OC Saint-Herblain (D2) 3:3 (2:3 i. E.) |

## Achtelfinale
Spiele am 24. Februar 2008
| - ESOF La Roche (D1) – Juvisy FCF (D1) 0:4 - OC Saint-Herblain (D2) – ASJ Soyaux (D1) 1:4 - VGA Saint-Maur (D2) – AF Rodez 1:1 (3:4 i. E.) - CS Mars Bischheim (D2) – AS Muret 1:2 | - FC Vendenheim (D1) – Olympique Lyon (D1) 0:6 - FCF Nord-Allier Yzeure (D2) – HSC Montpellier (D1) 0:5 - Paris Saint-Germain FC (D1) – USCCO Compiègne (D2) 3:2 - CPBB Rennes (D2) – US Gravelines (D2) 3:3 (8:7 i. E.) |

## Viertelfinale
Spiele am 23. März 2008
| - AS Muret – ASJ Soyaux (D1) 1:3 - AF Rodez – Olympique Lyon (D1) 0:5 | - HSC Montpellier (D1) – Juvisy FCF (D1) 0:1 - Paris Saint-Germain FC (D1) – CPBB Rennes (D2) 2:0 |

## Halbfinale
Spiele am 
| - ASJ Soyaux (D1) – Olympique Lyon (D1) 0:3 | - Juvisy FCF (D1) – Paris Saint-Germain FC (D1) 1:2 |

## Finale
Spiel am 3. Juni 2008 im Stade de France von Saint-Denis vor 3.000 Zuschauern
- Olympique Lyon – Paris Saint-Germain FC 3:0 (0:0)

### Aufstellungen
Lyon: Bente Nordby – Dorte Dalum Jensen, Laura Georges, Sandrine Dusang, Sonia Bompastor  – Shirley Cruz Traña, Simone, Élodie Thomis (Kátia, 74.), Louisa Nécib (Alix Faye-Chellali, 82.) – Camille Abily (Sandrine Brétigny, 80.), Hoda Lattaf
Trainer: Farid Benstiti
Paris: Cécilie Quatredeniers – Félicité Tiziri Hamidouche, Émilie L’Huillier, Sabrina Delannoy  (Aude Moreau, 46.), Nonna Debonne – Mériame Ben Abdelwahab (Inès Dahou, 53.), Caroline Pizzala, Sophie Perrichon (Adama Doumbouya, 80.), Laure Boulleau – Candice Prévost, Marie-Laure Delie
Trainer: Éric Leroy
Schiedsrichterin: Séverine Craipeau

### Tore
1:0 Cruz Traña (52.)

2:0 Nécib (59.)

3:0 Abily (78.)